# Survive (album)
Pour les articles homonymes, voir Survive.
Albums de Stratovarius
Eternal
(2015)
Singles
1. Survive
Sortie : 3 juin 2022
2. World on Fire
Sortie : 1er juillet 2022
3. Firefly
Sortie : 5 août 2022
4. Frozen in Time
Sortie : 16 septembre 2022
5. Heroes
Sortie : 26 juillet 2024

Survive est le seizième album du groupe finlandais de power metal Stratovarius, publié le 23 septembre 2022.
Il s'agit du premier album studio du groupe en 7 ans, si l'on excepte Enigma: Intermission II qui est une compilation sortie en 2018. C'est le troisième album avec la même formation, depuis le recrutement de Rolf Pilve à la batterie et l'album Nemesis.

## Composition et thèmes
Sept ans séparent Survive du précédent album studio (Eternal), une période anormalement longue pour le groupe, en partie due à la crise sanitaire de 2020. Contrairement aux albums précédents, l'album a été composé alors que les membres étaient réunis physiquement, et non en s'échangeant des démos via Dropbox. D'après le claviériste Jens Johansson, cette façon de composer fonctionne mieux, notamment pour les parties vocales où il est important d'avoir le retour du chanteur (Timo Kotipelto). Les morceaux étaient également plus terminés au moment de commencer à les enregistrer, plutôt que de faire les choses en parallèle.
Comme d'autres albums du groupe, Survive aborde les thèmes de l'environnement et du futur de l'humanité. La pochette, réalisée par Havancsák Gyula, évoque également le thème de l'écologie, en représentant un crâne humain et des déchets dans une décharge. La plante verte qui sort du crâne est d'ailleurs inspirée par une scène du film WALL-E, dans lequel on voit une chaussure avec une plante qui en émerge.
Jens Johansson a déclaré qu'ils avaient passé cinq ou six jours pour écrire les paroles de la chanson Survive, qui évoque la survie, et qui selon lui correspond également à l'histoire du groupe.

## Production
Survive est produit par Matias Kupiainen. Contrairement à la composition, l'enregistrement s'est fait de manière séparée et non avec le groupe réuni. La batterie a été enregistrée aux studios Finnvox, le chant et les guitares à High and Loud Studios, tandis que les guitares additionnelles et la basse ont été enregistrées au 5 by 5 Studio à Helsinki, et les claviers à Moon Path Alpha. Les chœurs ont quant à eux été enregistrés à Sonic Pump Studios (chœur masculin), et aux studios Finnvox (pour le Värinä Chamber Choir).
Il a été mixé par Matias Kupiainen à 5 by 5 Studio, et à Estúdio Eiffel, à Santo Andre, au Brésil. Le mastering a été effectué par Ermin Hamidovic à Systematic Productions, à Melbourne.

## Sortie
La sortie de l'album a été annoncée le 2 juin 2022. Le premier single, Survive, a été publié le 3 juin 2022. Le deuxième, World on Fire, est sorti le 1er juillet suivant.

## Liste des pistes
Les paroles sont écrites par Jens Johansson, Timo Kotipelto, Matias Kupiainen, Jani Liimatainen sauf mention contraire.
| 1.    | Survive          |                                   | Kupiainen                       | 4:39  |
| 2.    | Demand           |                                   | Kotipelto, Kupiainen            | 4:03  |
| 3.    | Broken           | Johansson, Kotipelto, Kupiainen   | Kupiainen                       | 4:58  |
| 4.    | Firefly          |                                   | Johansson, Kotipelto, Kupiainen | 3:39  |
| 5.    | We Are Not Alone | Kotipelto, Kupiainen, Liimatainen | Kupiainen, Lauri Porra          | 4:35  |
| 6.    | Frozen in Time   | Johansson, Kotipelto, Liimatainen | Johansson, Kotipelto, Kupiainen | 6:43  |
| 7.    | World on Fire    |                                   | Francisco Cresp, Kupiainen      | 4:26  |
| 8.    | Glory Days       |                                   | Johansson, Kotipelto, Kupiainen | 5:07  |
| 9.    | Breakaway        |                                   | Kotipelto, Kupiainen            | 4:28  |
| 10.   | Before the Fall  | Johansson, Kotipelto, Liimatainen | Kotipelto, Kupiainen            | 4:16  |
| 11.   | Voice of Thunder | Johansson, Kotipelto, Liimatainen | Johansson, Kotipelto, Kupiainen | 11:11 |
| 58:04 |                  |                                   |                                 |       |

| 10. | Heroes | Kupiainen | Kupiainen | 3:48 |

## Personnel
- Timo Kotipelto – chant
- Matias Kupiainen – guitare, production
- Jens Johansson – clavier
- Rolf Pilve – Batterie
- Lauri Porra – Guitare basse

## Classements
| Classement (2022)                  | Meilleure position |
| ---------------------------------- | ------------------ |
| Allemagne (Media Control AG)       | 30                 |
| Autriche (Ö3 Austria Top 40)       | 63                 |
| Belgique (Flandre Ultratop)        | 179                |
| Belgique (Wallonie Ultratop)       | 126                |
| Écosse (OCC)                       | 64                 |
| Finlande (Suomen virallinen lista) | 1                  |
| France (SNEP)                      | 125                |
| Japon (Oricon)                     | 32                 |
| Suisse (Schweizer Hitparade)       | 6                  |